# Sheer Heart Attack
Sheer Heart Attack és el tercer àlbum del grup britànic de rock Queen, llançat el novembre de 1974. Va ser produït per Queen i Roy Thomas Baker, i distribuït per EMI al Regne Unit, i Elektra als Estats Units.
Allunyant-se de les cançons progressives dels seus primers dos àlbums, Sheer Heart Attack inclou més cançons de rock convencional i va marcar un pas cap al so clàssic de Queen. En anys recents, ha estat anomenat per diferents publicacions com un dels millors treballs del grup i ha estat considerat un àlbum de glam rock essencial.

## Llista de cançons i autors
| N.º | Nom de la cançó                             | Autor                        | Duració |
| 01  | "Brighton Rock"                             | Brian May                    | 5:10    |
| 02  | "Killer Queen"                              | Freddie Mercury              | 3:00    |
| 03  | "Tenement Funster"                          | Roger Taylor                 | 2:56    |
| 04  | "Flick of the Wrist"                        | Freddie Mercury              | 3:22    |
| 05  | "Lily of the Valley"                        | Freddie Mercury              | 1:43    |
| 06  | "Now I'm Here"                              | Brian May                    | 4:13    |
| 07  | "In the Lap of the Gods"                    | Freddie Mercury              | 3:22    |
| 08  | "Stone Cold Crazy"                          | Mercury, May, Taylor, Deacon | 2:14    |
| 09  | "Dear Friends"                              | Brian May                    | 1:07    |
| 10  | "Misfire"                                   | John Deacon                  | 1:49    |
| 11  | "Bring Back that Leroy Brown"               | Freddie Mercury              | 2:15    |
| 12  | "She Makes Me (Stormtrooper in stilettoes)" | Brian May                    | 4:09    |
| 13  | "In the Lap of the Gods... Revisited"       | Freddie Mercury              | 3:45    |

## Posicions en llistes
| Llista (1974-1975)                          | Màxima Posició |
| ------------------------------------------- | -------------- |
| Austràlia àlbums (Kent Music Report)        | 19             |
| Canadà Top Albums/CDs (RPM)                 | 6              |
| Estats Units Billboard 200                  | 12             |
| Finlàndia àlbums (Gràfics oficials finesos) | 7              |
| França àlbums (SNEP)                        | 6              |
| Japó àlbums (Oricon)                        | 23             |
| Noruega àlbums (VG-lista)                   | 9              |
| Països Baixos àlbums (Album Top 100)        | 7              |
| UK Albums (OCC)                             | 2              |

| Llista (2011)  | Màxima Posició |
| -------------- | -------------- |
| Escòcia àlbums | 83             |

| Llista (1975)                      | Posició |
| ---------------------------------- | ------- |
| Austràlia gràfic d'àlbums          | 96      |
| Canadà gràfic d'àlbums             | 43      |
| Japó gràfic d'àlbums               | 32      |
| Regne Unit gràfic d'àlbums         | 39      |
| Estats Units Billboard final d'any | 36      |